# Västra Ryds församling, Linköpings stift

vapen

Västra Ryds församling är en församling i Linköpings stift inom Svenska kyrkan. Församlingen ingår i Ydre pastorat och ligger i Ydre kommun i Östergötlands län.
Församlingskyrkan Västra Ryds kyrka ligger i tätorten Rydsnäs.

## Administrativ historik
Församlingen har medeltida ursprung med namnet Ryds församling som sedan senast 1777 fick sitt nuvarande namn.
Församlingen var till 1962 moderförsamling i pastoratet Västra Ryd och Svinhult. Från 1962 var församlingen annexförsamling i pastoratet Sund, Västra Ryd och Svinhult. Församlingen ingick under 2009 i ett pastorat med Sund-Svinhults församling för att från 2010 ingå i Ydre pastorat.

## Kyrkoherdar
| Ämbetstid | Namn                                 | Levnadstid | Övrigt                                        |
| --------- | ------------------------------------ | ---------- | --------------------------------------------- |
| 1383      | Sven                                 |            |                                               |
| 1410      | Jowan                                |            |                                               |
| 1448-1487 | Laurentius                           |            |                                               |
| 1487-1512 | Petrus ingonis                       | -1512      |                                               |
| 1513      | Birgerus Henrici                     |            |                                               |
| 1544-1570 | Benedictus Jonae                     |            | Även kyrkoherde i Sunds församling.           |
| 1571      | Magnus Johannis                      |            | Även kyrkoherde i Sunds församling.           |
| 1573-1622 | Magnus Olai                          | -1622      |                                               |
| 1622-1659 | Andreas Olavi                        | 1579-1659  |                                               |
| 1661-1668 | Andreas Andreae Oshagius (Smolandus) | -1668      |                                               |
| 1669-1683 | Laurentius Gallerius                 | 1626-1683  |                                               |
| 1685-1712 | Nicolaus Magni Egbyensis             | 1638-1712  |                                               |
| 1713-1751 | Samuel Loenbom                       | 1677-1751  |                                               |
| 1753-1764 | Andreas Sjöström                     | 1700-1764  |                                               |
| 1766-1793 | Sven Håhl                            | 1704-1793  |                                               |
| 1794-1799 | Magnus Carlström                     | 1728-1799  |                                               |
| 1800-1832 | Johan Älf                            | 1753-1832  | Kyrkoherde och kontraktsprost.                |
| 1833-1850 | Hans Peter Bode                      | 1788-1850  |                                               |
| 1851-1862 | Paul Fredrik Watz                    |            | Senare kyrkoherde i Hallingebergs församling. |
| 1862-1880 | Per Daniel Rudelius                  | 1807-1880  |                                               |
|           | Per Gustaf Frölén                    |            |                                               |
| 1883-1924 | Carl Eriksson                        | 1838-1924  | Kyrkoherde och kontraktsprost.                |
| 1925-     | Carl Viktor Andersson                | 1861-      |                                               |